# FIBA Europe League 2004-2005
La FIBA Europe League 2004-2005 è stata la seconda edizione dell'EuroChallenge, l'ultima col nome di FIBA Europe League, organizzato dalla FIBA Europe. In tutto hanno partecipato 30 squadre provenienti da 15 paesi.
La coppa è stata vinta dalla Din. S. Pietroburgo.

## Squadre partecipanti
| Paese               | # squadre | Squadre           | Squadre            | Squadre         | Squadre             |
| ------------------- | --------- | ----------------- | ------------------ | --------------- | ------------------- |
| Russia              | 4         | Ural Great Perm'  | UNICS Kazan'       | Chimki          | Din. S. Pietroburgo |
| Israele             | 4         | Bnei HaSharon     | Hap. Galil Elyon   | Hapoel Tel Aviv | Ironi Nahariya      |
| Grecia              | 3         | Nea Filadelfia    | Īraklīs Salonicco  | Olympia Larissa |                     |
| Ucraina             | 3         | B.K. Kiev         | Azov. Mariupol'    | Chimik Južnyj   |                     |
| Francia             | 3         | Strasburgo        | Racing Parigi      | Digione         |                     |
| Turchia             | 3         | Beşiktaş          | Fenerbahçe         | Troy Pilsener   |                     |
| Belgio              | 2         | Pepinster         | Dexia Mons-Hainaut |                 |                     |
| Polonia             | 1         | Włocławek         |                    |                 |                     |
| Serbia e Montenegro | 1         | Lavovi 063        |                    |                 |                     |
| Paesi Bassi         | 1         | Amsterdam         |                    |                 |                     |
| Macedonia del Nord  | 1         | Rabotnički Skopje |                    |                 |                     |
| Germania            | 1         | Braunschweig      |                    |                 |                     |
| Cipro               | 1         | AEL Limassol      |                    |                 |                     |
| Rep. Ceca           | 1         | ECM Nymburk       |                    |                 |                     |
| Bulgaria            | 1         | CSKA Sofia        |                    |                 |                     |

Note: gli inglesi del Brighton Bears, e i greci del Peristeri, inizialmente iscritti, si ritirarono prima dell'inizio della competizione.

## Stagione regolare

### Gruppo A
|    | Squadre           | Pt | V  | P  | PF    | PS    | Diff |
| -- | ----------------- | -- | -- | -- | ----- | ----- | ---- |
| 1. | Fenerbahçe        | 22 | 10 | 2  | 999   | 845   | +154 |
| 2. | B.K. Kiev         | 20 | 8  | 4  | 1.102 | 1.023 | +79  |
| 3. | UNICS Kazan'      | 19 | 7  | 5  | 1.046 | 963   | +83  |
| 4. | ECM Nymburk       | 19 | 7  | 5  | 1.063 | 1.051 | +12  |
| 5. | Hap. Galil Elyon  | 18 | 6  | 6  | 1.046 | 1.101 | -55  |
| 6. | CSKA Sofia        | 14 | 2  | 10 | 978   | 1.060 | -82  |
| 7. | Rabotnički Skopje | 14 | 2  | 10 | 922   | 1.113 | -191 |

### Gruppo B
|    | Squadre          | Pt | V  | P  | PF    | PS    | Diff |
| -- | ---------------- | -- | -- | -- | ----- | ----- | ---- |
| 1. | Ironi Nahariya   | 25 | 11 | 3  | 1.220 | 1.106 | +114 |
| 2. | Beşiktaş         | 23 | 9  | 5  | 1.178 | 1.113 | +65  |
| 3. | Azov. Mariupol'  | 23 | 9  | 5  | 1.267 | 1.161 | +106 |
| 4. | Digione          | 21 | 7  | 7  | 1.149 | 1.129 | +20  |
| 5. | Ural Great Perm' | 21 | 7  | 7  | 1.136 | 1.152 | -16  |
| 6. | Braunschweig     | 20 | 6  | 8  | 1.035 | 1.140 | -105 |
| 7. | Nea Filadelfia   | 18 | 4  | 10 | 1.138 | 1.212 | -74  |
| 8. | Pepinster        | 17 | 3  | 11 | 1.071 | 1.181 | -110 |

### Gruppo C
|    | Squadre            | Pt | V | P | PF    | PS  | Diff |
| -- | ------------------ | -- | - | - | ----- | --- | ---- |
| 1. | Chimki             | 21 | 9 | 3 | 1.032 | 946 | +86  |
| 2. | Troy Pilsener      | 21 | 9 | 3 | 984   | 909 | +75  |
| 3. | Strasburgo         | 19 | 7 | 5 | 937   | 925 | +12  |
| 4. | Amsterdam          | 17 | 5 | 7 | 848   | 911 | -63  |
| 5. | Włocławek          | 16 | 4 | 8 | 851   | 885 | -31  |
| 6. | Dexia Mons-Hainaut | 16 | 4 | 8 | 918   | 957 | -39  |
| 7. | Bnei HaSharon      | 16 | 4 | 8 | 895   | 932 | -37  |

### Gruppo D
|    | Squadre             | Pt | V  | P  | PF    | PS    | Diff |
| -- | ------------------- | -- | -- | -- | ----- | ----- | ---- |
| 1. | Din. S. Pietroburgo | 28 | 14 | 0  | 1.200 | 981   | +219 |
| 2. | Chimik Južnyj       | 23 | 9  | 5  | 1.038 | 984   | +54  |
| 3. | Racing Parigi       | 23 | 9  | 5  | 951   | 859   | +92  |
| 4. | Hapoel Tel Aviv     | 22 | 8  | 6  | 1.068 | 1.036 | +32  |
| 5. | AEL Limassol        | 22 | 8  | 6  | 993   | 988   | +5   |
| 6. | Īraklīs Salonicco   | 17 | 3  | 11 | 957   | 1.031 | -74  |
| 7. | Olympia Larissa     | 17 | 3  | 11 | 958   | 1.072 | -114 |
| 8. | Lavovi 063          | 9  | 2  | 12 | 556   | 770   | -214 |

## Ottavi di finale
| Squadra 1           | Serie | Squadra 2       | Gara 1   | Gara 2   | Gara 3 * |
| ------------------- | ----- | --------------- | -------- | -------- | -------- |
| Fenerbahçe          | 2 - 0 | Hapoel Tel Aviv | 83 - 71  | 88 - 74  |          |
| B.K. Kiev           | 2 - 0 | Racing Parigi   | 88 - 84  | 72 - 71  |          |
| UNICS Kazan'        | 2 - 0 | Chimik Južnyj   | 70 - 63  | 69 - 51  |          |
| Din. S. Pietroburgo | 2 - 0 | ECM Nymburk     | 101 - 93 | 90 - 86  |          |
| Ironi Nahariya      | 2 - 0 | Amsterdam       | 76 - 65  | 93 - 87  |          |
| Beşiktaş            | 2 - 1 | Strasburgo      | 89 - 71  | 67 - 83  | 89 - 75  |
| Troy Pilsener       | 1 - 2 | Azov. Mariupol' | 90 - 101 | 90 - 76  | 86 - 95  |
| Chimki              | 2 - 0 | Digione         | 87 - 78  | 102 - 79 |          |

## Quarti di finale
| Squadra 1       | Serie | Squadra 2           | Gara 1  | Gara 2  | Gara 3 * |
| --------------- | ----- | ------------------- | ------- | ------- | -------- |
| Fenerbahçe      | 2 - 1 | Beşiktaş            | 70 - 67 | 64 - 81 | 93 - 73  |
| Ironi Nahariya  | 1 - 2 | B.K. Kiev           | 93 - 88 | 72 - 83 | 83 - 90  |
| Chimki          | 2 - 1 | UNICS Kazan'        | 95 - 85 | 75 - 83 | 98 - 80  |
| Azov. Mariupol' | 0 - 2 | Din. S. Pietroburgo | 77 - 88 | 72 - 81 | -        |

## Final Four
Dal 27 al 28 aprile 2005 a Istanbul
|  | Semifinali          | Semifinali          | Semifinali |           |                     | Finale              | Finale          | Finale          |  |
|  |                     |                     |            |           |                     |                     |                 |                 |  |
|  | Din. S. Pietroburgo | Din. S. Pietroburgo | 92         |           |                     |                     |                 |                 |  |
|  | Din. S. Pietroburgo | Din. S. Pietroburgo | 92         |           |                     |                     |                 |                 |  |
|  | Chimki              | Chimki              | 81         |           |                     |                     |                 |                 |  |
|  | Chimki              | Chimki              | 81         |           | Din. S. Pietroburgo | Din. S. Pietroburgo | 85              |                 |  |
|  |                     |                     |            |           | Din. S. Pietroburgo | Din. S. Pietroburgo | 85              |                 |  |
|  |                     |                     | B.K. Kiev  | B.K. Kiev | 74                  |                     |                 |                 |  |
|  | B.K. Kiev           | B.K. Kiev           | B.K. Kiev  | B.K. Kiev | 74                  | 88                  |                 |                 |  |
|  | B.K. Kiev           | B.K. Kiev           |            |           |                     | 88                  |                 |                 |  |
|  | Fenerbahçe          | Fenerbahçe          | 72         |           |                     | Finale 3º posto     | Finale 3º posto | Finale 3º posto |  |
|  | Fenerbahçe          | Fenerbahçe          | 72         |           |                     |                     |                 |                 |  |
|  |                     |                     |            |           |                     |                     |                 |                 |  |
|  |                     |                     |            |           |                     | Chimki              | Chimki          | 86              |  |
|  |                     |                     |            |           |                     | Chimki              | Chimki          | 86              |  |
|  |                     |                     |            |           |                     | Fenerbahçe          | Fenerbahçe      | 79              |  |

| FIBA Europe League 2004-2005  |
| ----------------------------- |
| Din. S. Pietroburgo 1º titolo |

## Squadra vincitrice
| N° | Naz.                           | Ruolo | Sportivo             |  | Alt. |  |
| -- | ------------------------------ | ----- | -------------------- |  | ---- |  |
| 4  | Russia (bandiera)              | C     | Igor Krotenkov       |  | 210  |  |
| 5  | Panama (bandiera)              | P     | Ed Cota              |  | 187  |  |
| 6  | Russia (bandiera)              | G     | Andrej Ivanov        |  | 194  |  |
| 7  | Russia (bandiera)              | G     | Vladimir Shevel      |  | 200  |  |
| 8  | Stati Uniti (bandiera)         | AP    | Kelly McCarty        |  | 200  |  |
| 9  | Islanda (bandiera)             | G     | Jón Stefánsson       |  | 196  |  |
| 11 | Russia (bandiera)              | AG    | Denis Khloponin      |  | 207  |  |
| 12 | Bielorussia (bandiera)         | AG    | Uladzimir Verameenka |  | 207  |  |
| 13 | Croazia (bandiera)             | C     | Mate Milisa          |  | 209  |  |
| 14 | Serbia e Montenegro (bandiera) | AG    | Ognjen Aškrabić      |  | 207  |  |
| 15 | Russia (bandiera)              | AP    | Andrei Sepelev       |  | 206  |  |
|    | Israele (bandiera)             | All.  | David Blatt          |  |      |  |